# Городской центр спорта и отдыха (Гданьск)
Городской центр спорта и отдыха (пол. Miejski Ośrodek Sportu i Rekreacji, MOSiR) — стадион в Гданьске.
Вместимость стадиона, построенного в 1927 году — 12244 мест. Рекорд посещаемости — около 40 тыс. зрителей на матче Кубка Кубков с «Ювентусом». Стадион реконструировался дважды (1935, 1983), оборудован сидячими местами, но инфраструктура не отвечает современным требованиям к стадионам. К 2011 году в городе планируются построить современную PGE Arena, на которой пройдут матчи Евро-2012. После чемпионата Европы «Лехия» переедет на новую арену, а МОСиР будет использоваться для тренировок и местной футбольной школы.
В 2006 году на стадионе при земляных работах были обнаружены неразорвавшиеся боеприпасы времён Второй мировой войны.